# Poço Verde
Poço Verde este un oraș în Sergipe (SE), Brazilia.